# Валдерс (Вісконсин)
Валдерс (англ. Valders) — селище (англ. village) в США, в окрузі Манітовок штату Вісконсин. Населення — 952 особи (2020).

## Географія
Валдерс розташований за координатами 44°4′8″ пн. ш. 87°53′8″ зх. д. / 44.06889° пн. ш. 87.88556° зх. д. (44.068758, -87.885662).  За даними Бюро перепису населення США в 2010 році селище мало площу 3,80 км², з яких 3,79 км² — суходіл та 0,01 км² — водойми.

## Демографія
Згідно з переписом 2010 року, у селищі мешкали 962 особи в 406 домогосподарствах у складі 272 родин. Густота населення становила 253 особи/км².  Було 432 помешкання (114/км²).
Расовий склад населення:
| - 97,2 % — білих - 0,1 % — корінних американців - 1,2 % — осіб інших рас |

До двох чи більше рас належало 1,5 %. Частка іспаномовних становила 6,3 % від усіх жителів.
За віковим діапазоном населення розподілялося таким чином: 26,1 % — особи молодші 18 років, 58,8 % — особи у віці 18—64 років, 15,1 % — особи у віці 65 років та старші. Медіана віку мешканця становила 37,4 року. На 100 осіб жіночої статі у селищі припадало 95,9 чоловіків;  на 100 жінок у віці від 18 років та старших — 97,0 чоловіків також старших 18 років.
Середній дохід на одне домашнє господарство  становив 52 128 доларів США (медіана — 45 625), а середній дохід на одну сім'ю — 61 914 долари (медіана — 53 750). Медіана доходів становила 46 136 доларів для чоловіків та 27 375 доларів для жінок. За межею бідності перебувало 13,2 % осіб, у тому числі 14,8 % дітей у віці до 18 років та 9,5 % осіб у віці 65 років та старших.
Цивільне працевлаштоване населення становило 528 осіб. Основні галузі зайнятості: виробництво — 28,2 %, освіта, охорона здоров'я та соціальна допомога — 19,1 %, сільське господарство, лісництво, риболовля — 13,8 %.